# عباس شریفی تهرانی
عباس شریفی تهرانی (زادهٔ ۲۰ دی ۱۳۱۶ – درگذشتهٔ ۲۹ فروردین ۱۴۰۳)، دارای مدرک دکتری در رشته بیماری‌شناسی گیاهی از دانشگاه علوم پاریس، استاد ممتاز و‌پژوهشگر برجسته دانشگاه تهران و عضو پیوسته فرهنگستان علوم بود. 
از جمله فعالیتها، دستاوردها و افتخارات ایشان می‌توان به موارد زیر اشاره نمود: ارائه ۲۲۰ مقاله در مجلات علمی پژوهشی داخلی، مجلات علمی و پژوهشی بین‌المللی خارجی  و بولتن همایش‌های بین‌المللی، ریاست دانشکده کشاورزی دانشگاه تهران، معاون پژوهشی دانشگاه تهران، استاد نمونه دانشگاه‌های کشور در سال ۱۳۷۵، پژوهشگر برجسته دانشگاه تهران در سال ۱۳۸۰، چهره ماندگار گیاهپزشکی ایران درسال ۱۳۸۲، مجری طرح برگزیده در هجدهمین جشنواره بین‌المللی خوارزمی در سال ۱۳۸۳، مدال درجه یک دانش ایران در سال ۱۳۹۰، ریاست گروه علوم کشاورزی فرهنگستان علوم و عضویت در انجمن‌های بیماری‌شناسی گیاهی ایران، آمریکا و فرانسه.

زندگی نامه: عباس شریفی تهرانی در بیستم دی ماه سال ۱۳۱۶ در تهران دیده به جهان گشود. وی پس از پایان تحصیلات ابتدایی (سال ۱۳۲۹) و متوسطه (سال ۱۳۳۵)، با موفقیت در آزمون ورودی، تحصیلات عالی خود را در دانشکده کشاورزی دانشگاه تهران آغاز و در سال ۱۳۴۱ مدرک فوق لیسانس پیوسته کشاورزی را از این دانشکده اخذ کرد و در سال ۱۳۴۲ خدمت خود را با سمت کارشناس علمی در دانشکده کشاورزی دانشگاه تهران آغاز نمود.
پس از آن برای ادامه تحصیلات به کشور فرانسه عزیمت کرد و پس از کسب مدرک فوق لیسانس (DEA) در رشته فیزیولوژی گیاهی کاربردی در سال ۱۳۴۶ و دکتری تخصصی بیماری‌شناسی گیاهی در سال ۱۳۴۹ از دانشگاه پاریس، به ایران بازگشت.
دکتر عباس شریفی تهرانی پس از بازگشت به میهن از سال ۱۳۵۰ خدمت خود را با سمت استادیار در گروه گیاه‌پزشکی دانشکده کشاورزی دانشگاه تهران ادامه داد. در سال ۱۳۵۴ دانشیار شد و در سال ۱۳۶۳ به مرتبه استادی دانشگاه تهران ارتقاء یافت.
تدریس دروس سم‌شناسی، اصول مبارزه با بیماری‌های گیاهی، مدیریت مبارزه با بیماری‌های گیاهی، فیزیولوژی پارازیتسیم، فیزیولوژی قارچ‌ها، مدیریت تکمیلی مبارزه با بیماری‌های گیاهی- شیمی و توکسیکولوژی قارچکش‌ها در دوره‌های کارشناسی، کارشناسی ارشد و دکتری از فعالیت‌های آموزشی ایشان بوده است. زمینة فعالیت‌های علمی استاد شریفی تهرانی مرتبط با مدیریت بیماری‌های گیاهی شامل: کنترل شیمیایی و کنترل بیولوژیک بیماری‌های گیاهی- فیزیولوژیی پارازیتیسم در بیماری‌های گیاهی و مکانیسم مقاومت گیاهان به عوامل بیماری‌زا بود که سزاوار است ایشان را بنیانگذار کنترل بیولوژیک عوامل بیماری‌زای گیاهی در دانشگاه‌های کشور بدانیم.
دکتر عباس شریفی ‌تهرانی علاوه بر فعالیت‌های علمی، سمت‌های اجرایی متعدد به عهده داشت که از آن جمله می‌توان به معاونت آموزشی و تحقیقاتی دانشکده کشاورزی دانشگاه تهران در سال ۱۳۵۹؛ ریاست دانشکده کشاورزی دانشگاه تهران ۶۰-۱۳۵۹؛ معاونت پژوهشی و برنامه‌ریزی دانشگاه تهران ۶۴-۱۳۶۲؛ ریاست کمیته گیاه‌پزشکی شورای برنامه‌ریزی وزارت فرهنگ و آموزش عالی ۸۰-۱۳۶۰؛ ریاست کمیسیون پژوهشی کشاورزی وزارت فرهنگ و آموزش عالی ۷۹-۱۳۶۰؛ ریاست شاخه گیاه‌پزشکی گروه علوم کشاورزی فرهنگستان علوم، ۸۶-۱۳۷۰؛ نائب‌رئیسی انجمن بیماری‌شناسی گیاهی ایران، ۸۶-۱۳۷۶؛ ریاست شانزدهمین کنگرة گیاه‌پزشکی ایران، ۱۳۸۳؛ و ریاست گروه علوم کشاورزی فرهنگستان علوم جمهوری اسلامی ایران از ۱۳۸۸ تا ۱۴۰۲ اشاره کرد. 
دکتر عباس شریفی تهرانی همچنین در سازمان‌ها و انجمن‌های علمی ملی و بین‌المللی عضویت و فعالیت داشت که برخی از آنها عبارتند از: عضویت پیوسته در فرهنگستان علوم جمهوری اسلامی ایران؛ عضویت در انجمن بیماری‌شناسی گیاهی ایران؛ عضویت در انجمن‌های بیماری‌شناسی گیاهی امریکا و فرانسه؛ عضویت در هیأت نظارت بر سموم کشور؛ عضویت در کمیسیون کشاورزی شورای پژوهش‌های علمی کشور؛ عضویت در شورای دانشگاه تهران (نماینده شورای پژوهشی)؛ عضویت شورای علمی و شورای پژوهشی فرهنگستان علوم؛ عضویت در کمیته علمی صندوق حمایت از پژوهشگران کشور؛ عضویت در هیأت‌تحریریه مجله علوم و فنون کشاورزی؛ و عضویت در هیأت تحریریه مجله پژوهش‌های راهبردی در علوم کشاورزی و منابع طبیعی فرهنگستان علوم.
دکتر شریفی تهرانی به واسطه فعالیت‌های علمی و تحقیقاتی ارزنده، جایزه و تقدیرنامه‌های متعدد دریافت کردند که برخی از آنها عبارتند از: مجری طرح برگزیده دانشگاه تهران (۱۳۷۰)؛ استاد نمونه کشور (۱۳۷۵)؛ پژوهشگر برجسته دانشگاه تهران (۱۳۸۰)؛ چهره ماندگار کشور (۱۳۸۲)؛ دریافت جایزه خوارزمی (۱۳۸۳)؛ استاد راهنمای برتر، وزارت فرهنگ و آموزش عالی، جهاد دانشگاهی (۱۳۸۵)؛ دریافت جایزه طرح کاربردی نمونه، دانشگاه تهران (۱۳۸۶)؛ استاد برگزیده دانشکده کشاورزی دانشگاه تهران (۱۳۸۶) و دریافت نشان درجه یک دانش از رئیس‌جمهور (به‌عنوان استاد برگزیده فرهنگستان علوم) (۱۳۸۹).
اجرای طرح‌های تحقیقاتی متعدد و استاد راهنما و مشاور بیش از ۹۰ عنوان رساله دکتری و پایان‌نامه کارشناسی ارشد و همچنین انتشار بیش از ۲۰۰ مقاله علمی و تحقیقاتی در مجلات معتبر علمی داخل و خارج از کشور به همراه سخنرانی در مجامع علمی داخلی و بین‌المللی و انتشار چند عنوان کتاب، گوشه‌ای از فعالیت‌های علمی استاد شریفی تهرانی بود. ایشان مجری طرح ملی «بررسی اثر آنتاگونیست‌های باکتریایی روی قارچ‌های مهم خاکزی (برگزیده جشنواره خوارزمی ۱۳۸۳) ؛ همکار طرح بین‌المللی NARS با عنوان سیستم ملی تحقیقات کشاورزی؛ مؤلف کتاب فرهنگ کشاورزی و منابع طبیعی- بیماری‌شناسی گیاهی – ۱۳۷۸ (چاپ فرهنگستان علوم) و کتاب فرهنگ نوین کشاورزی و منابع طبیعی (جلد دوم) – ۱۳۸۸؛ و نیز مؤلف فصل هفتم کتاب The National Agricultural Research systems in the west Asia and North Africa Region (The National Agricultural Research system of Iran) بودند.